# Passolig

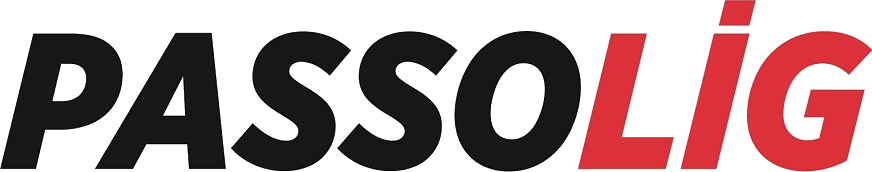
Passolig Logo

Passolig ist der Name einer Kreditkarte zum Kauf von Eintrittskarten für Spiele der türkischen Süper Lig und 1. Lig.

## System
Die Passolig-Karte wurde mit Verweis auf Paragraf 6222 des türkischen Strafgesetzbuches während der Saison 2013/14 eingeführt, um die Sicherheit von Sportveranstaltungen zu gewährleisten. Anhänger der Vereine der beiden höchsten türkischen Ligen benötigen seitdem die auf den Karteninhaber persönlich ausgestellte, von diesem zu unterzeichnende und mit einem Foto des Inhabers versehene Karte, um Eintrittskarten für die Ligaspiele kaufen zu können. Die Passolig-Karte ersetzt somit die bisherigen, auf Papier gedruckten Tickets. Auch neutrale Besucher und ausländische Gäste benötigen für den Stadionbesuch eine eigens ausgestellte Passolig-Karte. Beim Stadioneinlass wird die Karte vom Ordnungspersonal in ein Lesegerät geschoben, auf dem dann das Foto des Kartenbesitzers angezeigt wird. Für nationale Pokalspiele und Europapokalspiele gilt dieses System nicht.

## Kritik
Unter zahlreichen türkischen Fans ist das Passolig-System äußerst unbeliebt, da die ausgebende Aktif Bank eine Nähe zur regierenden Adalet ve Kalkınma Partisi aufweist und es die Kontrolle des Staates über die Fans ermöglicht. Da die Passolig-Karte nicht nur für den Kauf von Fußballtickets, sondern auch ganz allgemein als Kreditkarte genutzt werden kann, wird zudem eine weitere Kommerzialisierung des Fußballs befürchtet. Verschiedene Fangruppen boykottieren daher die Spiele ihres Vereins, um sich dem Passolig-System zu entziehen. Auch in deutschen Stadien, namentlich beim FC St. Pauli, wurde bereits mit Transparenten gegen das Kartensystem protestiert.